# لاجوس لوتز
لاجوس لوتز (بالمجرية: Lutz Lajos)‏ (و. 1889 – 1964 م) هو لاعب كرة قدم، ومدرب كرة قدم مجري، ولد في بودابست، مركز لعبه هو لاعب وسط، توفي عن عمر يناهز 75 عاماً.